# Attentat
Pour les articles homonymes, voir Attentat (homonymie).

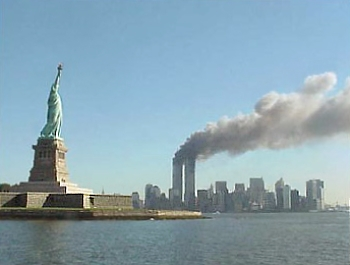
Les attentats du 11 septembre 2001, commis par des membres du réseau terroriste islamiste Al-Qaïda sur le sol américain, sont les plus meurtriers jamais perpétrés dans le monde. Les attentats comme celui-ci ou celui contre JFK sont propices à de nombreuses théories du complot.

Un attentat est une action destinée à nuire  (à attenter) aux biens ou à la vie d'autrui. On parle généralement d'attentat dans un contexte politique, voire terroriste.
Dans le droit pénal, il désigne le plus souvent l'attentat contre la sûreté de l'État qui est un crime ayant comme but soit de changer ou de détruire le gouvernement, soit d'inciter les citoyens et habitants à s'armer contre l'autorité constitutionnelle, comme le fait d'inciter à la guerre civile ou de porter la dévastation, le massacre et le pillage dans une ou plusieurs communes.
Il existe également de faux attentats, soit organisés par la cible ou par un ami ne visant qu'une forme de notoriété ou à accuser un ennemi ; soit sous forme de menaces imaginaires, annoncées alors qu'aucune action n'est réellement prévue, mais qui perturbent les activités courantes par les mesures de protection prises (fermetures de lieu, évacuations de personnes , etc.). Dans un certain nombre de cas, des attentats réels seront qualifiés de « faux attentat », dans la mesure où l'auteur ne serait pas celui qui est identifié, dans le cadre d'une théorie du complot.

## Types d'attentats
Le classement des attentats peut se faire de multiples façons.
La distinction principale est certainement celle qui concerne les objectifs et le commanditaire de l'attentat, qui peut être :
- un ennemi déclaré de la cible, dans le but simplement de nuire ;
- un ami supposé, qui commet alors une trahison ;
- un ami agissant pour le compte de la cible, on parle alors de provocation ;
- une personne sous fausse bannière, visant à faire accuser une entité en faisant croire que l'action provient d'elle, la cible pouvant n'être qu'un prétexte (mais pouvant aussi être une véritable cible, pour faire d'une pierre deux coups). Inversement, une fois découvert un coupable peut prétendre qu'on lui fait porter le chapeau ;
- une personne croyant agir en vue d'un certain objectif, alors qu'il a été manipulé dans le cadre d'un « coup tordu ». Ces cas ont alors une complexité sans limite, avec des interactions entre de multiples protagonistes se mentant les uns aux autres.

Ils se classent selon la méthode :
- guet-apens : on attend le passage de la cible pour déclencher une fusillade afin de l'éliminer, comme dans le cas du président Charles de Gaulle au Petit-Clamart et du président John Fitzgerald Kennedy à Dallas ;
- attentat à la bombe : une charge explosive est placée dans l'intention de détruire des biens ou de tuer des personnes ou, plus rarement, simplement pour démontrer la capacité de nuisance de ceux qui l'ont posée. La charge peut être dissimulée n'importe où, dans un bâtiment, un lieu public, un véhicule piégé, dans une lettre ou un colis piégé. Unabomber était un terroriste aux colis piégés ;
- attentat-suicide : une personne se charge de provoquer la mort et la destruction en y laissant sa propre vie. 2 750 morts le 11 septembre 2001 à New York : des avions détournés heurtent les tours du World Trade Center ;
- voiture-bélier : le conducteur d'un camion tue 86 personnes sur environ 1,7 km, à Nice, le 14 juillet 2016[3].

Ils se classent aussi selon la cible :
- personnes anonymes ;
- individu ciblé ;
- une organisation : une entreprise, un journal, voire un pays, un peuple ou son gouvernement ;
- une installation industrielle ou commerciale, ou un bâtiment (vide ou avec le public présent : boite de nuit, café et bars, lieux de culte, lieux de réunions politiques, magasins, marchés, etc.) ;
- autobus, avion, bateau ou autres moyens de transport, et leurs utilisateurs.

Certains attentats visent parfois à passer pour des accidents (exemple : tragédie aérienne de Sault-au-Cochon), tandis qu'à l'inverse un même attentat voire un simple accident peut faire l'objet de revendications multiples (exemple : attentat contre le Borussia Dortmund).

## Aspects juridiques
Dans le cadre de la lutte contre le terrorisme international, l'Organisation des Nations unies a proposé plusieurs instruments juridiques via des traités portant sur un aspect ou un autre des activités de terrorisme. Ainsi, en 1997, l'Assemblée générale des Nations unies adopte la convention internationale pour la répression des attentats terroristes à l’explosif,.

## Lutte contre les attentats
La lutte contre les attentats relève des services de police et de la justice pour en traquer les auteurs avant leur passage à l'acte et les punir ensuite, et en aval, si l'action n'a pu être empêchée, de la protection civile avec la mobilisation des moyens médicaux pour en limiter les dégâts. Elle fait l'objet d'exercices parfois spectaculaires.
La lutte contre les attentats politique ne requiert pas nécessairement une distinction politique. En France sous la Troisième République le terrorisme anarchiste est réprimé comme de la criminalité de droit commun et s'éteint faute de soutien même dans les milieux anarchistes.
L'Organisation des Nations unies tout en condamnant les attentats, « considère aussi comme prioritaire la question de la protection des droits de l'homme dans le contexte des mesures antiterroristes ».
En France, un dispositif spécial a été mis en place à deux reprises depuis 1995 pour réduire les risques d'attentats : le plan Vigipirate, qui était toujours en cours en 2023. Il comprend un certain nombre de mesures dissuasives comme le contrôle des sacs aux entrées de lieux accueillant du public en nombre, la mise en place de barrières de police devant certains lieux très fréquentés, la mise en place d'un nombre accru de forces de l'ordre, assistées par des militaires, le démontage des poubelles de rue métalliques, ou encore l'interdiction de stationner devant des lieux sensibles (écoles, lieux de culte, entre autres). En juillet 2016, le gouvernement français lance son application SAIP pour les smartphones, afin d'avertir les utilisateurs en cas d'attentat à proximité des lieux où ils se trouvent. Cette application cumule toutefois les ratés et, face à son impopularité, est arrêtée moins de deux ans après son lancement.
Aux États-Unis  le choc des attentats du 11 septembre 2001 motive de nouvelles mesures de sécurité (création de la Transportation Security Administration, édiction du USA PATRIOT Act), , etc. qui, en raison de leur ampleur, expliquent la réaction mentionnée plus haut de l'ONU. Il sert également de justification à des actions militaires massives.
Il n'est pas rare qu'un attentat particulièrement frappant pour l'opinion publique serve de justification à une guerre, comme moyen de prévenir la poursuite des dommages dont l'attentat est la démonstration, à l'exemple particulièrement catastrophique de l'attentat de Sarajevo, mettant en branle la chaîne d'événements qui conduira à la Première Guerre  Mondiale.

## Usage
Un  attentat est, par définition, une « tentative criminelle contre quelqu'un », ou une « tentative criminelle contre quelque chose », indépendamment de son succès.
Lorsqu'il échoue, c'est donc un attentat « raté » et en aucun cas une « tentative d'attentat », cette dernière expression étant un pléonasme.
À l'inverse, la plupart des attentats ne sont pas appelés attentat, mais plutôt par une qualification plus précise (par exemple "assassinat") ou au contraire plus floue ("attaque"), par la méthode ("explosion", "fusillade") ou l'intention ("règlement de comptes")